# Konstanz
Konstanz több mint 84 000 lakosú, Németország délnyugati, Svájccal határos csücskében, Baden-Württemberg tartományban fekvő egyetemi város, a Boden-tó (vagy Konstanzi-tó) partján.

## Fekvése
Konstanz a Boden-tó azon részén helyezkedik el, ahonnan a Rajna, jelentősen megnőve, elhagyja a tavat. A folyótól északra helyezkedik el a város nagyobbik része, mely lakótelepeknek, ipari területeknek és a Konstanzi Egyetemnek ad helyet. A folyótól délre az óváros fekszik, az adminisztrációt és a kereskedelmi szektort is magába foglalva, valamint a Hochschulét (Alkalmazott Tudományok Egyeteme). Komppal a tavon Meersburgba lehet jutni, Friedrichshafenbe a Katamaran szállít (csak gyalogosokat). Délen Kreuzlingennel határos.

## Éghajlata
| Hónap                         | Jan. | Feb. | Már. | Ápr. | Máj. | Jún. | Júl. | Aug. | Szep. | Okt. | Nov. | Dec. | Év   |
| ----------------------------- | ---- | ---- | ---- | ---- | ---- | ---- | ---- | ---- | ----- | ---- | ---- | ---- | ---- |
| Átlagos max. hőmérséklet (°C) | 4,3  | 5,8  | 11,8 | 16,7 | 20,1 | 25,5 | 27,5 | 26,7 | 21,3  | 15,4 | 9,1  | 5,4  | 15,9 |
| Átlagos min. hőmérséklet (°C) | −0,1 | 0,0  | 2,7  | 6,0  | 10,0 | 14,7 | 16,5 | 16,0 | 11,9  | 8,0  | 4,2  | 1,2  | 7,6  |
| Átl. csapadékmennyiség (mm)   | 57   | 38   | 38   | 61   | 99   | 85   | 74   | 89   | 44    | 52   | 47   | 30   | 715  |
| Havi napsütéses órák száma    | 54   | 83   | 157  | 207  | 208  | 252  | 280  | 246  | 189   | 121  | 60   | 53   | 1910 |
| Forrás: DWD; MeteoSchweiz     |      |      |      |      |      |      |      |      |       |      |      |      |      |

## Kerületek

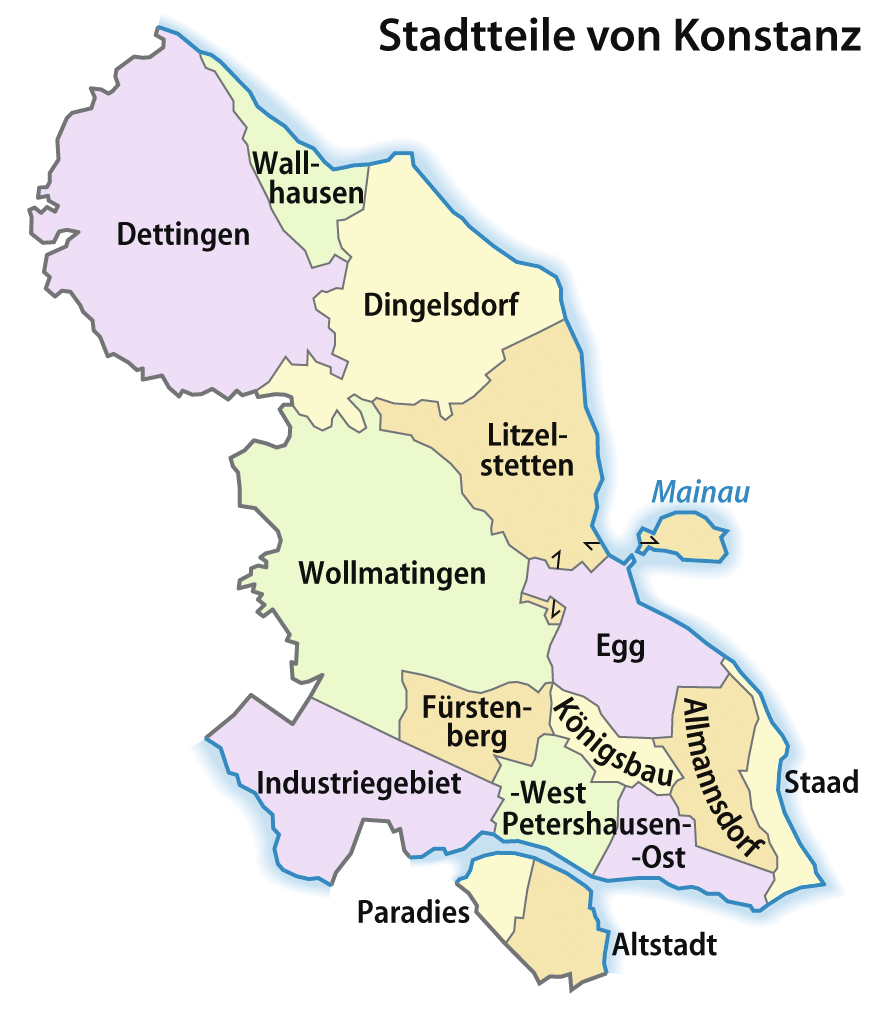
Közigazgatási kerületek

Konstanz 15 közigazgatási kerületre van osztva (Stadtteile). Mainau szigete Litzelstetten községhez tartozik, s 1971. december 1-jén kapcsolták Konstanzhoz. A Rajnától délre az Óváros (Altstadt) fekszik.

## Történelme

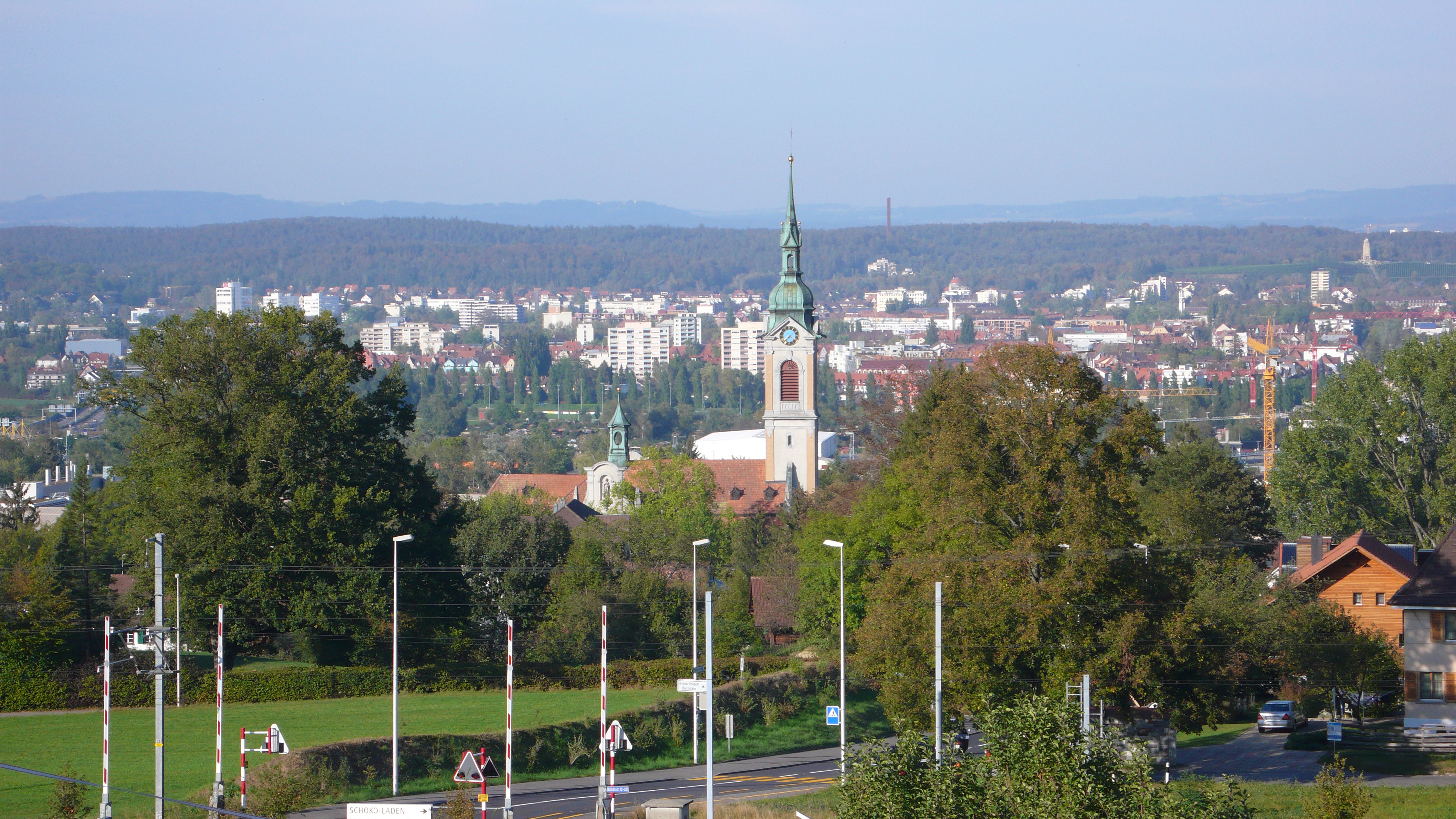
Kreuzlingen, a háttérben Konstanz városával

A civilizáció első nyomai a késő kőkorszakig vezethetőek vissza. Az első római telepesek i. sz. 50 környékén  települtek meg itt. A település neve eredetileg Constantia volt, amit Constantius Chlorus császárról (aki 300-ban megerősítette a várost), vagy unokájáról, II. Constantiusról (aki 354-ben látogatta meg a környéket) kapott.
585 körül megjelent az első püspök, akkortól kezdve a város fontos vallási központtá vált a környéken. A késő középkorban Konstanz akkori, 6000 fős lakosságának körülbelül negyede adómentes volt vallási jogokból kifolyólag.
A középkorban virágzott a kereskedelem. Konstanz városa rendelkezett az egyetlen híddal a környéken, amely átívelte a Rajnát, így stratégiailag is fontos volt. A vászongyártás nemzetközi szinten is elismert volt, ugyancsak emelve a város jólétét. 1192-ben szabad birodalmi városi rangot szerzett, így csak a Német-római Birodalom császárának volt alárendelve.
1414–1418 közt itt ülésezett a konstanzi zsinat. 1415. július 6-án Husz Jánost itt elítélték és máglyán megégették. A zsinat alatt az egyházszakadást is felszámolták. Az eseményekről Ulrich Richental krónikája (Chronik des allgemeinen Konzils zu Konstanz) ad hiteles beszámolót, de a középkori Konstanz életébe is betekintést nyújt. 1993-ban emelték az Imperia nevű szobrot a zsinat emlékére.
1460-ban a Svájci Konföderáció elfoglalta Thurgaut, mely Konstantz határában volt. Ekkor Konstanz megpróbált csatlakozni Svájchoz, de szándékát nem fogadták el, erős városállamoktól tartva. Ekkor a város a Sváb Ligához csatlakozott. Az 1499-es sváb háborúban Konstanz utolsó privilégiumait is elvesztette Thurgau fölött.
Az 1520-as évektől a reformáció Konstanzban is éreztette hatását, Ambrosius Blarer vezetése alatt. Nem sokkal később a várost hivatalosan is protestánsnak nyilvánították, képeket távolítottak el a templomokból, a püspököt pedig a közeli Meersburgba helyezték át. Először a tetrapolita, majd az ágostai hitvallást követték. 1548-ban azonban V. Károly birodalmi átokkal sújtotta, és a városnak meg kellett adnia magát a Habsburg Birodalomnak, amely azonnal támadott. Az új Habsburg uralkodók igyekeztek újra katolikussá tenni a várost. 1604-ben egy jezsuita iskolát nyitottak, az 1610-ben befejezett, az iskolához tartozó színház pedig a legrégebbi Németországban, melyben még mindig rendszeresen tartanak előadásokat. 1806-ban a Badeni Nagyhercegség részévé vált, 1821-ben pedig a konstanzi püspökség megszűnt, helyette a freiburgi főegyházmegyéhez került.
Németország egyesítésekor, 1871-ben a Német Birodalomba került. Az első világháború után  Baden tartomány részévé vált.
Mivel nagyon közel van Svájchoz, a második világháborúban nem bombázták le. Éjjel minden fényt felkapcsolva hagytak, így a pilóták azt hitték, hogy Svájc fölött járnak.
A háború után először Dél-Baden majd az új Baden-Württemberg tartomány fennhatósága alá került.
Az Altstadt (óváros), amely a modern Konstanz méreteihez viszonyítva jelentős alapterületű, sok régi épületet és kanyargó utcácskát megőrzött. A Münster (Münster Unserer Lieben Frau) székesegyház uralja a tájképet. Fontosak még a templomok, és három bástya, melyek a városfalból maradtak. Az egyikük jelöli a középkori, stratégiai és kereskedelmi jelentőséggel bíró híd egykori helyét.
1966-ban alapították meg a Konstanzi Egyetemet. Kiváló könyvtára körülbelül kétmillió könyvvel rendelkezik, amelyek minden nap 24 órában állnak rendelkezésre. Az egyetemnek botanikus kertje is van (Botanischer Garten der Universität Konstanz).

## Konstanz híres szülöttjei
- Ferdinand von Zeppelin, a Zeppelin-léghajók gyártója
- Barabás Miklósné, született Bois de Chesne Zsuzsanna, Barabás Miklós magyar festőművész felesége
- Ian Murdock szabad szoftver úttörő, a Debian projekt alapítója (1973-2015)

## Testvérvárosai
- Fontainebleau, Franciaország
- Richmond-upon-Thames, Nagy-Britannia
- Lodi, Olaszország
- Tábor, Csehország
- Szucsou, Kína